# Сан Джовани Липиони
Сан Джова̀ни Липио̀ни (на италиански: San Giovanni Lipioni) е село и община в Южна Италия, провинция Киети, регион Абруцо. Разположено е на 563 m надморска височина. Населението на общината е 218 души (към 2010 г.).